# Вильгельм I (герцог Нормандии)
Вильге́льм I (Вильгельм Длинный Меч ; фр. Guillaume I Longue-Épée; 900/910 — 17 декабря 942) — герцог Нормандии с 927 года.

## Биография

### Преемник Роллона
В написанной вскоре после смерти Вильгельма поэме «La Complainte de Guillaume Longue Épée» сообщается, что родился он вне Нормандии в семье матери-христианки и отца-язычника. Если верить автору поэмы, его родителями были Роллон и Поппа. Отец Вильгельма, в то время ещё не граф Нормандии, был главой крупного отряда норвежских викингов, которые бродили по морям в поисках какой-нибудь земли для грабежей. С 886 года они начали планомерно разорять франкские земли в низовьях Сены, иногда продвигаясь вглубь страны и доходя до Парижа.
В 911 году король Франции Карл III Простоватый, не имея сил для борьбы с викингами, заключил с Роллоном Сен-Клер-сюр-Эптский договор, по которому последний получал в лен побережье в районе Сены с центром в Руане (современная Верхняя Нормандия), а взамен признавал своим сеньором короля Франции и переходил в христианство. Это соглашение заложило основы Нормандского герцогства, которое стало наследственным владением Роллона и его потомков, а Вильгельм стал единственным наследником на эту землю. Согласно «Истории норманнов» Дудона Сент-Квентинского, Роллон в 927 году уже не подходил для управления герцогством. На совещании норманнов и бретонцев Вильгельм был избран их главой и только после этого об его избрании было сообщено Карлу III Простоватому.
Вильгельм I считается 2-м герцогом Нормандии, хотя такого титула в его времена не существовало. Официально он титуловался как «граф Руана». Первым же, кто стал титуловаться герцогом Нормандии, был его сын Ричард I.
Вильгельм был истинным христианином, в отличие от своего отца. После 935 года он женился на христианке Литгарде де Вермандуа, дочери графа Герберта II де Вермандуа и Адели де Пари. Вильгельм сделал пожертвования каноникам аббатства Мон-Сен-Мишель и восстановил Жюмьежский монастырь, в который он хотел впоследствии уйти. Графство Вильгельма являлось ядром молодой Нормандии. Дудон изображал нового графа реставратором мира и порядка. Гораздо более поздний историк, Люсьен Мюссе, описывал его как «главного и успешного архитектора Нормандии. Ему мы должны приписать конечный успех трансплантации (приживления) скандинавов на франкских землях, который позволил государству, основанному в 911 году, успешно преодолеть общий кризис, охвативший в 940 году скандинавский мир Запада».

### Вильгельм и Бретань
Вскоре после заключения договора 911 года с Францией, норманны возобновили нападения на герцогство Бретань, воспользовавшись его раздробленностью. Постепенно норманны захватили большую часть Бретани, где они потом хозяйничали почти два десятка лет. В 931 году бретонцы восстали против оккупантов. Вильгельм Длинный Меч (при поддержке норманнов Луары) подавил этот мятеж. Бретонские военачальники Ален II Кривая Борода и граф Ренна Юдикаэль Беранже были разбиты. Первый бежал через Ла-Манш, а к другому, возможно, своему двоюродному брату по матери, Вильгельм отнёсся достаточно снисходительно.
Дудон Сент-Квентинский называет Вильгельма «герцогом норманнов и бретонцев». Кроме того, в аббатстве Мон-Сен-Мишель была найдена хартия, подписанная им как герцогом Бретани. Бретонцы регулярно появлялись в окружении герцога, как будто Бретань стала частью владений Вильгельма. Люсьен Мюссе считает, что после этого завоевания Бретань была под протекторатом Нормандии.
В 933 году король Рауль I отдал Вильгельму «земли бретонцев, расположенные на берегу моря». Это не потому, что Бретань не имела суверенное право на эту территорию: историки обычно подтверждают законность этой уступки тем, что районы Котантена и Авранша были присоединены к Бретани Карлом II Лысым по Компьенскому договору 867 года. Таким образом, в 933 году Нормандия почти достигла своего окончательного расширения. Однако, Карл-Фердинанд Вернер подчёркивал, что нет никаких доказательств того, что второй герцог Нормандии фактически освоил эту западную окраину своих владений. Дар короля Рауля — формальность, потому что он не контролировал эту часть Нормандии. Вильгельму было предложено представлять бретонцев, а Котантен и Авранш интегрировать во Французское королевство через дань графу.
В 936 году Ален II по призыву аббата монастыря Ландевеннек отправился в Бретань и высадился в Доле. Воспользовавшись разногласиями между норманнами, он в течение двух лет с помощью английской армии и восставших бретонцев вытеснил норманнов из Бретани. К 938 году он захватил Нант и Ванн, а также принял титул герцога Бретани. Столицей своего герцогства Ален сделал Нант. Окончательное поражение норманнам Ален нанес 1 августа 939 года в битве при Тране, одержав победу в союзе с Юдикаэлем Беранже и графом Мэна Гуго I.

### Восстание Риульфа
В 934 году Вильгельм столкнулся с внутренней угрозой — восстанием под руководством норманна Риульфа. Географическое происхождение восстания остается неопределённым. Гийом Жюмьежский сообщал, что мятеж произошёл «внутри Нормандии». Хронист XII века Ордерик Виталий писал, что Риульф приехал из Эврё, в то время как Люсьен Мюссе думал, что тот был лидером повстанцев с запада. Герцог был обвинён в том, что он был франкского происхождения (по матери), а его политика была слишком благоприятной для франков. Глава повстанцев, Риульф, расположился под стенами Руана, взяв город в осаду, но Вильгельм покинул город и разгромил противников.
Этот эпизод не мог не заинтересовать историков. Они видели в восстании норманнов, поселившихся на западе и в середине Нормандии, то, что власть герцога в то время была ещё нецентрализованной, а распространялась только на Руан и соседние территории. Это событие укрепило позиции герцога в тогдашней Нормандии и вскоре вся её территория стала контролироваться потомками Роллона. Риульф был примером одного из главарей норманнов, независимых от Руана.

### Засада в Пикиньи
Арнульф I Фландрский, Герберт II де Вермандуа, Гуго Великий, а также Вильгельм I Длинный Меч были в числе небольшой группы князей, которые играли ведущую роль на севере Западно-Франкского королевства. В 936 году, согласно Дудону Сент-Квентинскому, все они оказали решающую поддержку восстановлению на престоле франкских Каролингов в лице Людовика IV Заморского, послав за ним гонцов в Англию к королю Этельстану.
Позднее, они иногда выступали как союзники, а иногда превращались во врагов друг друга и тогда поддерживали нового короля. Подавив восстания вассалов, Вильгельм примкнул к феодальной коалиции против короля Людовика IV Заморского, но действовал нерешительно, а после личного свидания в Амьене совершенно перешёл на сторону монарха.
Однако в 939 году Вильгельм принёс присягу верности королю Германии Оттону I против короля франков, а в 940 году он в союзе с герцогом Гуго Великим и Гербертом II де Вермандуа выступили против короля и Арнульфа Фландрского. Они опустошили окрестности Реймса и Лана, пока не заключили соглашение с Людовиком. Состояние отношений между Нормандией и Фландрией резко изменилось. В 938 или 939 году Арнульф Фландрский захватил город Монтрёй-сюр-Мер. Эрлуин, граф Монтрёй, потеряв свой родной город, обратился за помощью к Вильгельму и норманны решили вмешаться. По словам Дудона Сент-Квентинского, герцог Нормандии воевал там лично. Монтрёй был захвачен в 939 году и возвращён в собственность законному владельцу. Эрлуин же в знак признательности за возвращение своих владений отдал Вильгельму Понтьё.
Норманны, контролировавшие всю прибрежную часть Пикардии, преградили Арнульфу дорогу на реке Канш и сорвали таким образом расширение фламандского княжества на юг. Арнульф пытался всеми бывшими в его распоряжении средствами уничтожить этого соперника. Для этого он заключил союз против герцога Нормандии с королём Франции Людовиком IV Заморским. 17 декабря 942 года граф Фландрии, под предлогом заключения соглашения между ними, пригласил Вильгельма на рандеву в местечко под названием Пикиньи. Там же, где был подписан мир между двумя князьями, на острове в Сомме, он был предательски убит, предположительно Балдуином, сыном графа Камбре, по приказу Арнульфа. Приближённые Вильгельма забрали его тело и похоронили в кафедральном соборе Руана.
Средневековые историки считали, что трагическая смерть Вильгельма была спровоцирована ростом политического влияния Нормандии в Западно-Франкском королевстве, что в среде враждебных друг другу франкских князей никому не было на руку.
Вильгельму I наследовал его сын Ричард I Бесстрашный.

### Семья
- Внебрачная связь: Спрота, бретонка. Один сын:
  - Ричард I Бесстрашный (933/934—996), герцог Нормандии с 942 года.
- Жена: (с 935/940) Литгарда де Вермандуа (умерла после 978), дочь графа Герберта II де Вермандуа и Аделы Парижской. Брак остался бездетным. Литгарда, овдовев, вышла замуж во второй раз — за Тибо I де Блуа.